# Andreas Melczer von Kellemes
Il barone Andreas Melczer von Kellemes (30 novembre 1800 – 5 settembre 1873) è stato un generale austriaco, combattente nelle guerre risorgimentali italiane.

## Biografia
Proveniente da una famiglia della nobiltà austriaca-ungherese, Melczer entrò giovane nell'accademia militare dell'esercito imperiale austriaco e scalò tutti i gradi di ufficiale presso il 19º Reggimento fanteria intitolato dapprima a "von Landgraf Hessen-Homburg" poi al "Principe Karl Philipp Schwarzenberg", un'unità di prima linea, a reclutamento prettamente ungherese, stanziata a Raab; maggiore nel 1840 e tenente colonnello nel 1846.
Nell'aprile del 1848, nel corso della prima guerra di indipendenza, fu impiegato, con il grado di colonnello comandante il 19º Reggimento fanteria "Principe Karl Philipp Schwarzenberg", a Trento e, sottoposto al comando del tenente maresciallo barone Ludwig von Welden, comandante generale del Tirolo, si distinse nella repressione dell'avanzata nel Trentino dei Corpi Volontari Lombardi. Al comando di una brigata sconfisse il 20 aprile i volontari italiani del capitano Scotti a Malé obbligandoli a ritirarsi al Passo del Tonale, mentre il 22 maggio assalì a Lodrone i volontari del generale Giacomo Durando con lo scopo di forzare la difesa di Ponte Caffaro e prendere alle spalle l'esercito piemontese impegnato a Peschiera del Garda,  ma dopo un furioso combattimento Melczer fu costretto alla ritirata. Proseguì la campagna, sempre al comando di una brigata di 2.000 uomini, e fu impiegato nella zona veronese del lago di Garda, sulle pendici del Monte Baldo a Madonna della Neve e a Brentonico  mentre nel mese di giugno operò all'assedio di Vicenza.
Fu nominato generale maggiore il 9 aprile del 1849 e vice ministro della Guerra nel 1850.
Il 10 febbraio 1853 raggiunse il grado feldmaresciallo e dall'agosto del 1858 all'aprile del 1859 fu nominato tenente feldmaresciallo comandante dell'8ª Armata in Italia. Nel 1859,  con lo scoppio della seconda guerra d'indipendenza italiana,  prestò servizio presso lo stato maggiore del generale Ludwig von Benedek.
Il 12 marzo 1861 l'imperatore Francesco Giuseppe I d'Austria lo nominò comandante militare di Praga e fu posto in pensione il 1º gennaio 1867.